# Сільський детектив
«Сільський детектив» — радянський комедійний детективний фільм, випущений в 1968 році режисером Іваном Лукинським за однойменною повістю Віля Ліпатова. Перший фільм кінотрилогії про сільського дільничного міліціонера Аніскіна.

## Сюжет
У завідувача сільським клубом Геннадія Миколайовича вкрали акордеон. Підозра падає на суперника завідувача Григорія Сторожевого — обидва вони шукають любові продавчині місцевого магазину. Для колгоспу ця крадіжка — практично «злочин століття». Розкрити цей злочин входить в обов'язки сільського дільничного Аніскіна.

## У ролях
- Михайло Жаров — дільничний уповноважений, лейтенант міліції Федір Іванович Аніскін, 63 роки
- Тетяна Пельтцер — дружина Аніскіна, Глафіра
- Наталія Сайко — дочка Аніскіна, Зіна
- Олександр Бєлов —  син Аніскіна, Петя
- Ірина Зарубіна —  доярка Парасковія Панькова
- Георгій Слабиняк —  чоловік Парасковії, Віталій Паньков
- Олександр Мілютін —  старший син Панькова, Семен
- Віктор Власов —  середній син Панькова, Борька
- Микола Маліков —  молодший син Панькова, Володька
- Лідія Смирнова —  продавчиня сільського магазину Євдокія
- Роман Ткачук —  завідувач клубом Геннадій Миколайович
- Анатолій Ігнатьєв —  Григорій Сторожевой
- Микола Скоробогатов —  голова колгоспу Іван Іванович
- Георгій Оболенський —  секретар Сергій Тихонович
- Юрій Смирнов —  уповноважений з району, Юрій Венедиктович
- Володимир Піцек —  пастух Сидор
- Владислав Баландін —  Рафаїл
- Анатолій Кубацький —  колгоспник Іван
- Олександра Харитонова —  Вєрка Коса
- Л. Ільїна — епізод
- Юрій Чернов —  балалаєчник Степан
- Олеся Іванова —  Єфросинія, колгоспниця на зборах
- Клавдія Козльонкова —  Степанида Семенівна
- Маргарита Жарова —  колгоспниця
- Марія Виноградова —  сувора матуся у вікні
- Наталія Ричагова —  дочка суворої матусі
- Володимир Виборнов —  баяніст

## Знімальна група
- Автори сценарію:  Віль Ліпатов,  Ірина Мазурук
- Режисер:  Іван Лукинський
- Оператори: Анатолій Буравчиков,  Ігор Клебанов,  Володимир Рапопорт
- Художник:  Семен Веледницький
- Композитор:  Анатолій Лєпін